# Mwanza (região)
Mwanza é uma região da Tanzânia. Sua capital é a cidade de Mwanza.

## Distritos
- Ukerewe
- Magu
- Sengerema
- Geita
- Misungwi
- Kwimba
- Nyamagana
- Ilemela